# フランソワーズ変奏曲
フランソワーズ変奏曲（Françoise Variationen per pianoforte, 1983年 - 1996年）はフランコ・ドナトーニが作曲したピアノ独奏のための変奏曲集。

## 概要
「主題のない変奏曲」という形式の追求がなされたドナトーニの傑作である。演奏が大変難しいことや極度にペダリングが制限されることで知られる。
「イタリア現代ピアノアンソロジー」への参加作品として「A Françoise」（1983年）という小品を作曲し、この小品を主題として作曲される。作曲当初は極めてストイックに作品を完成させるはずであったのが、次第にワーク・イン・プログレスの様相を帯び始め、イタリアの国内ピアノコンクールの課題曲にも第22から28変奏があてられた。本来はここで終止線が引かれ、作曲の予定はないものとしてアナウンスされたにもかかわらず、長年の愛人マリア・イザベラ・デ・カルリのために続編が書かれ、最終的に第49変奏で終了し、1983年から足掛け13年かけて完成された。
「第1から第7」のように、7つの変奏で複縦線が引かれる。フランソワーズのつづりから「ファ、ラ、ド、ミ」という3度音高の構造が得られる。これを反転した「ファ、ド#、ラ#、ファ#」と前述の音高を組にした和音から全ての変容がスタートし、各変奏はほぼ単一のアイデアで書かれている。ドナトーニ自身はこの書法を「パネル技法」と名づけている。全曲の変奏が見開き2ページというのも珍しい。
リコルディ初のコンピュータ印字印刷と宣伝した割には、初版には100以上の誤植があった。

## 演奏と録音
ストラディバリウスからマリア・グラツィア・ベロッキォによる全曲の録音がある。いまだデ・カルリ本人の録音はないが、彼女は全曲の世界初演を行っている。2006年にはマリア・グラツィア・ベロッキォの全曲演奏(その後の2010年代に行ったライブ演奏はyoutubeにある)が話題となった。2013年にはアメリカ在住のジェイド・コンリーが抜粋を演奏した。男性ピアニストではジェフリー・スワンがスカラ座で全曲を演奏しており、好評で迎えられた。